# تمرد 10 أغسطس 1792
كان تمرد 10 أغسطس 1792 حدثًا محوريًا في الثورة الفرنسية، عندما اقتحم الثوار المسلحون في باريس قصر التويلري بعد ازدياد حدّة الصراع مع الملكية الفرنسية. دفع الصراع فرنسا لإلغاء النظام الملكي وقيام الجمهورية الفرنسية الأولى.
تزايد الصراع بين لويس السادس عشر ملك فرنسا والجمعية التشريعية الثورية الجديدة للبلاد خلال فصلي الربيع والصيف للعام 1792 إذ اعترض لويس على إجراءات جذرية صوتت عليها الجمعية. تفاقمت حدة التوترات بشكل كبير في أغسطس عندما دخلت الجيوش البروسية والنمساوية فرنسا، ووعدت بحماية الملكية الفرنسية ضد الثورة. في 10 أغسطس اقتحم الحرس الوطني لكومونة باريس والمتطوّعين الاتحاديين (الفيدير- fédérés) من مرسيليا وبروتاني مقر الملك في قصر التويلري في باريس والذي تولى الدفاع عنه الحرس السويسري. قُتل المئات من السويسريين في المعركة، وطلب لويس والعائلة المالكة الحماية من الجمعية التشريعية. جاءت النهاية الرسمية للملكية بعد ستة أسابيع في 21 سبتمبر، على إثر أول قرارات المؤتمر الوطني الجديد، والذي أعلن عن قيام جمهورية في اليوم التالي.
في أغلب الأحيان يُطلق مؤرخو الثورة على التمرد ونتائجه ببساطة اسم «10 أغسطس» (بالفرنسية: journée du 10 août)‏؛ تشمل التسميات الشائعة الأخرى «يوم 10 أغسطس» أو «الثورة الثانية».

## سياق الأحداث
أُعلنت الحرب في 20 أبريل 1792 ضد ملك بوهيميا والمجر (ملك النمسا). أسفرت المعارك الأولية عن كارثة للفرنسيين، وانضمت بروسيا إلى النمسا في تحالف فاعِل ضد فرنسا.  نُحي باللوم على الملك ووزرائه (اللجنة النمساوية) وبعد ذلك على حزب الجيروندين.
في 27 مايو أصدرت الجمعية التشريعية مراسيم تقضي بالترحيل الفوري بحقّ أيّما كاهن يشتكي منه 20 مواطنًا، وفي 29 مايو حلّت الجمعية الحرس الملكي لاضطلاع الأرستقراطيين بإدارته، وأنشأت في 8 يونيو معسكرًا بالقرب من باريس ضمّ  20,000 متطوعًا اتحاديًا. صوت الملك بالنقض ضد جميع المراسيم وطرد الجيرونديين من الوزارة. شكل الملك حكومة جديدة تألفت في معظمها من الملكيين الدستوريين (الفويان)، وأفضى تأسيس هذه الحكومة إلى اتساع هوّة الخلاف بين الملك والجمعية من جهة وبين الملك وعامة الناس في باريس من جهة أخرى. وقعت هذه الأحداث في 16 يونيو عندما أرسل ماركيز دي لافاييت رسالة إلى الجمعية  توصي بقمع الأناركيين والأندية السياسية في العاصمة.
نُشر اعتراض الملك على قرارات الجمعية التشريعية في 19 يونيو، قبل يوم واحد من الذكرى الثالثة لقسم ملعب التنس الذي اعتُبر بداية الثورة. نُظمت التظاهرة الشعبية في 20 يونيو 1792 للضغط على الملك. ظهر الملك أمام الحشد مرتديًا قبعة حمراء دلالة على الحرية وشرب نخبًا بصحة الأمة، ولكنه رفض التصديق على المراسيم أو استعادة الوزراء إلى مناصبهم. أعفي عمدة باريس بيتيون من منصبه. وفي 28 يونيو، ترك ماركيز دي لافاييت منصبه في الجيش ومثُل أمام الجمعية لدعوة النواب لحل نادي اليعاقبة، ومعاقبة المسؤولين عن تنظيم مظاهرة 20 يونيو. أدان النواب الجنرال بالتخلي عن منصبه. رفض الملك جميع اقتراحات الهروب التي عرضها عليه الرجل الذي أشرف على سجنه لفترة طويلة. أحرق الحشد دمية تمثل الملك في القصر الملكي. لم يكن هناك مكان لماركيز دي لافاييت بجانب رمز الجمهورية ولا في البلد الذي تبنى هذا الشعار. في غضون ستة أسابيع، أُلقي القبض على لافاييت أثناء محاولته الفرار إلى إنجلترا، وأُودع في سجن نمساوي. فشل لافاييت بسبب تصادُم آراءه مع المشاعر الوطنية الفرنسية، وقد منحت قيادته العاجزة للجيوش الفرنسية البروسيين الوقت لإنهاء استعداداتهم والتركيز على نهر الراين دون مقاومة.

خوّل مرسوم صادر في 2 يوليو الحراس الوطنيين -الذين كان غالبهم في طريقهم إلى باريس- الحضور إلى حفل الاتحاد. أعلن مرسوم صادر في 5 يوليو أنه في حالة تعرّض الأمة للخطر الداهم، يمكن استدعاء جميع الرجال القادرين على الخدمة والاستيلاء على الأسلحة اللازمة. بعد ستة أيام من تاريخه، أعلنت الجمعية العامة أن الوطن بات في خطر. رُفعت لافتات في الساحات العامة تحمل الكلمات التالية:
هل ستسمحون للجحافل الأجنبية بالانتشار مثل سيل مدمر على ريف بلادك! فيدمرون محاصيلنا! ويدمرون وطننا بالنار والقتل! باختصار: أتسمحون لهم أن يقيّدوكم بسلاسل مخضبة بدماء أعز الناس لديكم! ... أيها المواطنون، البلد في خطر!

## نحو الأزمة
أعطى بيير فيرنيو في 3 يوليو سقفًا أعلى للنقاش السياسي الدائر عبر إطلاقه تهديدًا لشخص الملك: «باسم الملك حاول الأمراء الفرنسيون تحريض جميع البلاطات الملكية في أوروبا ضد الأمة؛ وللثأر لكرامة الملك، أُبرمت معاهدة بيلنيتز وشُكل التحالف المشين بين بلاطات فيينا وبرلين؛ وللدفاع عن الملك، رأينا كيف أسرعت ما كان في السابق وحدات تابعة لخيالة حرس الملك إلى الانضواء تحت لواء التمرد في ألمانيا؛ وفي سبيل الدفاع عن الملك، يلتمس المهاجرون الوظائف في الجيش النمساوي ويحصلون عليها، تحضيرًا لطعن وطنهم الأم في القلب... باسم الملك يتم مهاجمة الحرية... ومع ذلك قرأت في الدستور، الفصل الثاني، القسم الأول، المادة 6: في حال قاد الملك بنفسه جيشًا ووضع قواته بمواجهة الأمة، أو إذا لم يبدِ معارضته الصريحة لأي من هذه المشاريع المنفَذة باسمه، يُعتبر ذلك بمثابة تنازل منه عن منصبه الملكي». ذكر فيرنيو حق النقض الملكي، والاضطرابات التي تسبب بها في المقاطعات، وتقاعس الجنرالات المتعمد والذين مهّدوا الطريق للغزو؛ وألمح إلى الجمعية أن لويس السادس عشر يدخل في نطاق هذه المادة من الدستور. وبهذه الطريقة غرس فكرة إبعاد الملك في أذهان الجمهور. وقد عممت الجمعية خطاب فيرنيو على جميع أقسامها.
في محاولة منها للتملص من أي فيتو ملكي بحقّ إنشاء معسكر مسلح، دعت الجمعية الحرس الوطني من المقاطعات، والذين كانوا في طريقهم إلى الجبهة، دعتهم للحضور إلى باريس للمشاركة ظاهريًا في احتفالات 14 يوليو. بحلول منتصف يوليو، كان المتطوعون الاتحاديون يقدمون الالتماس أمام لجمعية لخلع الملك. تردد المتطوعون الاتحاديون في مغادرة باريس قبل توجيه ضربة حاسمة، ووصل في 25 يوليو 300 شخص من بريست وبعد خمسة أيام 500 من مارسيليا، الذين جعلوا شوارع باريس تردد صدى النشيد الوطني «لا مارسييز»، الذي حمل اسمهم، وزوّد ذلك الثوريين بزخم هائل.
شكل المتطوعون الاتحاديون لجنة مركزية ودليل تواصل سري ضم بعض القادة الباريسيين لضمان الاتصال المباشر بين القطاعات. ثم شُكّلت لجنة تنسيق تكونت من فيدرالية واحدة من كل قسم. وسرعان ما ظهرت داخل هذه الهيئة لجنة سرية من خمسة أعضاء هم: فوجوا من بلوة، ودوبيس من دروم، وغيوميه من كاين، وسيمون من ستراسبورغ، وهي أسماء أشخاص لم يكونوا معروفين في التاريخ، ولكنهم أسسوا حركة هزت فرنسا بأكملها. التقى هؤلاء الأشخاص في منزل موريس دوبلاي في شارع سانت أونوريه، حيث كان يقطن روبسبيير، في غرفة شغلها العضو الخامس أنطوان عمدة ميتز. اجتمع اللجنة بمجموعة من قادة القطاعات الذين لم يكونوا على درجة من الشهرة أكثر منهم، وهم الصحفيون كارا، وجورسا، وألكسندر، ولازوفسكي، من فوبورغ سانت مارسو، وفورنييه «الأمريكي»، وويسترمان (الجندي الوحيد بينهم)، والخباز غارين، وأناكساغوراس شوميت، وسونتير من فاوبورغ سانت أنتوان. عقدت الأقسام المختلفة اجتماعات يومية، وفي 25 يوليو أذنت الجمعية لهم بعقد جلسات متواصلة. في يوم 27 يوليو سمح عمدة العاصمة بيتون بإنشاء «مكتب مراسلات» في  فندق دو فييل. لم تكن جميع القطاعات تعارض الملك، لكن المواطنين السلبيين انضموا إليهم، وفي الثلاثين من القرن الماضي أعطى قسم المسرح الفرنسي جميع أعضائه الحق في التصويت. في اجتماعات القطاعات، اشتبك اليعاقبة واللامتسرولون مع المعتدلين واكتسبوا تدريجيًا اليد العليا. في 30 يوليو  صدر مرسوم يسمح بقبول مواطنين سلبيين في الحرس الوطني.